# Fuero del Trabajo
 (mars 2024).
Si vous disposez d'ouvrages ou d'articles de référence ou si vous connaissez des sites web de qualité traitant du thème abordé ici, merci de compléter l'article en donnant les références utiles à sa vérifiabilité et en les liant à la section « Notes et références ».
Pour les articles homonymes, voir Charte du Travail.
La Fuero del Trabajo (Charte du Travail) de 1938 est l'une des huit lois fondamentales du franquisme.
Elle a été élaborée avant la fin de la guerre civile de sorte qu'il est certain  qu'au moment de sa promulgation les nationalistes étaient en passe de remporter la guerre. Cette loi a été promulguée en mars 1938 lorsque Franco a créé le Gouvernement de la Nation.
Elle fut influencée par la Carta di Lavoro italienne.
Ce texte, influencé par la Phalange, un mouvement franquiste qui a eu une influence particulière dans les domaines relatifs au travail et aux médias pendant la guerre et la dictature, réglemente notamment la journée de travail et le repos, ainsi aussi les rétributions minimales. La loi crée également la Magistrature du Travail ainsi que des syndicats verticaux ou "jaunes" qui regroupent à la fois les ouvriers et les patrons (ce qui en pratique rend les accords impossibles), tous deux soumis aux décisions de l'État.
Elle n'est promulguée comme loi fondamentale que le 26 juillet 1947.

## Sources
- (es) Cet article est partiellement ou en totalité issu de l’article de Wikipédia en espagnol intitulé « Fuero del Trabajo » (voir la liste des auteurs).